# Dyson Sphere Program
Dyson Sphere Program è un videogioco di simulazione sviluppato da Youthcat Studio e pubblicato per Microsoft Windows nel gennaio 2021 come accesso anticipato.

## Modalità di gioco
Dyson Sphere Program si svolge in una fantascienza futurista in cui una società esiste principalmente in uno spazio informatico virtuale, che richiede una grande quantità di energia e capacità di calcolo. Per espanderlo, hanno inviato uno dei loro membri, il personaggio del giocatore, nell'universo reale per costruire una sfera di Dyson dalle risorse in un vicino ammasso stellare che fornirà quel potere.
Il gioco genera un ammasso stellare casuale che include le stelle e la loro orbita attorno ad alcuni pianeti e lune con varie risorse basate sul tipo di bioma all'inizio di un nuovo gioco e designa un pianeta con le risorse più fondamentali da cui il giocatore può iniziare. Il giocatore, controllando una tuta meccanizzata, può raccogliere risorse come ferro, rame e petrolio; costruire componenti fondamentali come piastre in acciaio, ingranaggi e circuiti elettronici; e quindi combinarli in strutture edilizie che includono impianti di assemblaggio, sistemi di trasporto e dispositivi di alimentazione. Il giocatore può iniziare a costruire fabbriche in grado di generare questi oggetti automaticamente, assicurandosi che la fabbrica abbia energia e risorse sufficienti per continuare a funzionare automaticamente. I prodotti vengono utilizzati anche per far progredire la ricerca di nuove tecnologie che ampliano la gamma di componenti ed edifici che possono essere realizzati, nonché le capacità della tuta meccanizzata, che deve anche essere mantenuta alimentata per continuare ad espandere la produzione. Alla fine, questi consentono al giocatore di lasciare il pianeta di partenza e iniziare a sviluppare fabbriche per raccogliere risorse più esotiche da altri pianeti che possono quindi essere trasportate attraverso il sistema stellare, portando infine al momento in cui i componenti per la sfera di Dyson vengono finalmente costruiti e lanciati in la loro orbita bersaglio.

## Sviluppo
Dyson Sphere Program è stato sviluppato dal team di cinque membri di Youthcat Studio, con sede a Chongqing, in Cina. Lo studio era stato avviato da Mao Mao, laureato all'Università di Chongqing e Zhou Xun, che già lavorava nell'industria dei videogiochi. I due si erano incontrati in precedenza e avevano un comune interesse per la fantascienza. Sono stati ispirati dal gioco 4x spaziale Stellaris, che includeva la costruzione di sfere di Dyson come parte del suo gameplay, e avevano pensato a un concetto di gioco per costruire una sfera di Dyson pezzo per pezzo. Quando il film The Wandering Earth è uscito all'inizio del 2019, i due hanno deciso che era il momento giusto per iniziare seriamente lo sviluppo di questo concetto di gioco. Hanno trascorso diversi mesi a prototipare il concetto prima di impegnarsi nello sviluppo del gioco a tempo pieno. Xun ha lasciato il suo lavoro per formare Youthcat Studio con Mao Mao, e hanno assunto altri tre sviluppatori per aiutarli. Il progetto è stato finanziato con i risparmi di Xun, dando loro una finestra massima di due anni per preparare il gioco per uno stato di rilascio. Verso la metà del 2020, mentre si avvicinavano alla fine di questo periodo di due anni, si sono incontrati con Gamera Game, un editore cinese che supporta lo sviluppo di giochi indipendenti. Gamera ha aiutato Youthcat a pianificare un'uscita internazionale del titolo e ad arruolare doppiatori che erano stati in The Wandering Earth per esibirsi per il gioco.
Il gioco è stato lanciato in accesso anticipato il 21 gennaio 2021. Youthcat Studio ha affermato che la loro intenzione era di avere circa un anno di sviluppo nel periodo di accesso anticipato prima di considerare il gioco completo. Le funzionalità pianificate includono l'aggiunta di combattimenti contro nemici su vari pianeti e la possibilità di personalizzare la tuta meccanizzata (l'ultima delle quali è stata implementata nel gennaio 2022).

## Accoglienza
Entro quattro giorni dal lancio con l'accesso anticipato su Steam e WeGame, Youthcat ha riferito di aver venduto oltre 200.000 copie, e oltre 350.000 entro la prima settimana. È stato il gioco più venduto su Steam la settimana del suo debutto. A settembre 2021, le vendite avevano raggiunto oltre 1,7 milioni di unità. Rock Paper Shotgun ha notato che gli aspetti Factory del gioco prendono molti spunti da Factorio.